# 魔法風雲會故事
《万智牌》除了是個卡牌遊戲之外，其背景故事也令不少玩家著迷。在牌張的插圖與背景敘述中，都一一透露著故事的片段，而小說與其他出版品則將故事作更全面的介紹。最早的《万智牌》小說是由威世智公司授權給HarperPrism公司出版，後來則由威世智公司自行出版。目前每個延伸系列的故事都完整記載在隨同超值組合（英語：Fatpack）出售的小說裡面。
《万智牌》的背景設定在稱為「多明尼亞」（英語：Dominia）的多重時空裡面，而大部分的故事都發生在「多明納里亞」（英語：Dominaria）這個時空。

## 背景設定
多明尼亞（英語：Dominia）是這個多重時空的名稱，也是所有故事的發生背景；其中包含了許多個或多或少有關聯性的時空。

### 多明納里亞
多明納里亞（英語：Dominaria）
由幾個不同的大陸所組成。
艾羅納（英語：Aerona）
是多明納里亞西半球的大陸。
羅堰（英語：Llanowar）
是艾羅納大陸上的一片廣大森林。
賓納里亞（英語：Benalia）
是艾羅納大陸上的一個軍事國度，為晴空號傳說系列的主角-傑拉爾德‧卡帕軒的出生地。
泰瑞西亞（英語：Terisiare）
從索藍帝國的興落、兄弟之戰、黑暗時期、冰雪時代，直到今日的多明納里亞，泰瑞西亞大陸見證了多明納里亞歷史上的許多重要時刻。
傑姆拉（英語：Jamuraa）
傑姆拉大陸是海市蜃樓環境的故事背景。
歐塔利亞（英語：Otaria）
是奧德賽與石破天驚兩個環境的背景，其主角卡馬爾在此誕生。

### 非瑞克西亞
非瑞克西亞（英語：Phyrexia）
遠在索藍時代由一旅法師所創造的世界，而當時的宮廷計謀以及所愛之人，扭曲了約格莫夫的信念，最後運用計謀奪取了原本的人工宇宙，扭曲成神器與爍油的世界，最後破碎於克撒與旅法師的大戰役計畫，約格莫夫本體則殘存於時空隙，一點一滴的回復力量，等待再次襲向多明那里亞。
由神器師約格莫夫（英語：Yawgmoth）所改造的人工世界，世界型態為九個同心圓包圍中央沉睡著約格莫夫的球繭。機械與爍油的世界，惡魔是高階掌管者，其下分別有祭司、未完化的紐特（英語：等階級制度。人民存在的目的是為了替約格莫夫從其他時空掠奪將用以侵略外界的資源。
一重天
一重天（英語：First Sphere，表面上看來是個幾乎自然的生態系，但充斥著機械以及混合魔法力所構成的創造物。
二重天
第二層的世界散佈著第一層的殘骸，以及延伸自內部的煙囪。
三重天
第三球放眼所見皆是糾結纏繞的線路與導管，看來無法通行。
四重天
第四球矗立著巨大熔爐，同時也是非瑞克西亞的戰士訓練場。
五重天
第五球的世界有爍油（英語：所構成的沸騰海域。爍油在非瑞克西亞的地位相當於血液。
六重天
第六層居住著約格莫夫的（英語：以及（英語：。在大部分的時間裡，約格莫夫本身被囚禁在最內層的世界，此地是為其手下領受其意志傳達之地。
七重天
第七層，也就是眾所皆知的（英語：Punishment Sphere，在整個魔法風雲會的世界中最接近地獄的地區。約格莫夫的敵人在此受到永恆的折磨。
八重天
第八球被稱為「純粹的能量」
九重天
最後，第九層是約格莫夫本體所在之處，ㄧ個他控制整個世界的據點。此地為非瑞克西亞世界中無上神聖的區域，精神則與整個非瑞克西亞同化。

### 瑞斯
瑞斯（英語：Rath）

### 瑪凱迪亞
瑪凱迪亞（英語：Mercadia）

### 秘羅地
秘羅地（英語：Mirrodin）
是由成為旅法師後的銀魔像卡恩（英語：Karn）所創造出來的人工世界，由金屬與數學定律所構成。在秘羅地設立後，卡恩留下他所造的神器生物蒙納坷（英語：擔任世界的守衛；蒙納坷接著在這個世界創造了仿自然的生態係，並從各時空抓了各種生物前來定居。
锐草平原（英語：Razorgrass Field）
水银海（英語：Quicksilver Sea）
奥悉达山脉（英語：Oxidda Chains）
蔓非沼（英語：Mephidross）
铬铜林（英語：the Tangle）

### 神河
神河（英語：Kamigawa）
世界是神河环境舊三个系列——神河群英、神河叛将谱、神河任侠传——故事发生的舞台。神河这个世界类似于战国时代的日本，且包括了两个“共生”的次世界。一个是“隐世”──凡人所生活的物质世界；“现世”──神明存在的世界。
在神河 的故事中，一位诡计多端的神明和一位月人共谋说服了一位封建领主将一个神明从现世的保护中偷了出来，以达成自己的不朽之身，令天下臣服。这就是逆神之战的始端，神河的居民与他们的“神”战斗的故事。
正是多明纳里亚的旅法师们所造成的伤害让今田城主趁机将神明从现世中偷了出来。多明纳里亚的时逢削弱了神河中两个世界的隔断，今田的阴谋才由此得逞。神河正经历着“逆神之战”这场席卷整个大陆的浩劫。最後反而是今田城主的女兒今田魅知子與偉大神靈姐妹香醍合體，一起制伏她父王的殘暴。
兩千年後，神河的科技變得非常發達，成爲魔法風雲會史上第一個以赛博龐克爲主題的時空。現任神河帝皇（女帝）的火花失控，讓她成爲神秘的飄萍鵬洛客。在她短暫回來任命攝政王前，神河就因爲她的缺席引發官僚禍國，皇室差點被推翻。

### 拉尼卡
拉尼卡（英語：Ravnica）
是拉尼卡环境故事展开的大陆。举目望去，城市的建筑覆盖了几乎大陆所有的土地，整个大陆就是一座巨大的城市。而拉尼卡的故事，就围绕着城市中各种各样的公会展开……

## 主要故事人物

### “兄弟之战”故事线
克撒（Urza）
米斯拉的雙胞胎哥哥，持有強能石。擅長神器的製作，曾為大陸首席一指的神器師，取了大陸公主為妻。而後成為一位穿梭時空之間的旅法師。悲劇性主角，與米斯拉相異的個性，以及強能石的影響，對克撒的命運以及整個多明納里亞產生了絕大的震撼，終其一生，幾乎都在自責，彌補，一直想找出米斯拉墮落的原因，無窮盡的悔恨影響了克撒的後半生；克撒一生乖舛，從沙漠中的考古遺跡，與索藍，強能石，弱能石的命運牽引，與非瑞克西亞的宿命之戰，影響所及遍佈多明納里亞，瑞斯，薩拉聖域，天惟森林，對於米斯拉的墮落、對於非瑞克西亞的復仇沒有一天消失過；最後於滿目瘡痍的土地上與約格莫夫同歸於盡，終結了這場悲傷的復仇戰爭...
而在毀滅的那刻，強能石與弱能石的影響以及克撒最後所領悟的，眼中所見大地的悲鳴，轉化成了一名旅法師，而後新生的克撒決心終止非瑞克西亞這無窮盡的夢靨，窮其旅法師的生涯對抗非瑞克西亞，可惜一己之力無法力抗非瑞克西亞，在幾近無窮盡的時間，克撒無時無刻在大陸上進行的，反擊的準備，同時也在時空中旅行，找尋旅法師同盟，進而對抗非瑞克西亞的最終侵攻，甚至不惜在最後投靠約格莫夫麾下，以求得那最後的勝利，在克撒的混血計畫所產生出來，擁有克撒血的完成品'傑拉爾德'帶領著遠古神器以及卡恩，在晴空號上裝載了超越亙苦的思念，仇恨，愛情，悲傷，在最後抵擋了非瑞克西亞的時空融合，並毀滅了非瑞克西亞。
毀滅整個非瑞克西亞時空的威力之大，幾乎毀滅了一切，而最終遠古神器的完成融合，以及卡恩的意識，合為一體的強能石以及弱能石，在毀滅的那一刻，影響了卡恩，使得卡恩在最後的大毀滅中成為了神器魔像旅法師，見證著這一切的悲傷，也見證了克撒最後所迎接的真正的死亡，了卻毀滅非瑞克西亞的心願。
米斯拉（英語：Mishra）
克撒的雙胞胎弟弟，持有弱能石。在戰爭以及統馭上有極佳的天賦。
達硌士
克撒的大弟子，身高颇高，很消瘦。
阿士諾
米斯拉的手下，擅長於設計刑具以及折磨、玩弄人類肉體。擁有火紅的頭髮，佼好的身材，與克撒的大弟子有著不可分的情愫，掌握了數次毀滅多明納里亞的"同兆"（薩琳尼亞的碟子）。最後在遙遠泰坦領地上藉由同兆，為整個兄弟之戰劃下了悲劇性的休止符...
珊迦
克撒從"非瑞克西亞"帶出的紐特（在"非瑞克西亞"是最低階級的肉身狀態，原本應該在經過一連串的洗禮之後完化[半機械化]）；中性，但若以人類的標準來看則較趨近女性（性別在非瑞克西亞沒有意義）。尊敬克撒，但總是被克撒忽視，不過她依然相當敬愛克撒；和克撒一起在多重宇宙中旅行並且共同生活了數千年。
最後與瑞特比殉情（？），在克撒於多明納里亞的索藍舊遺跡洞穴，被封印的非瑞克西亞出口，與基克斯交鋒的一刻，為了阻止強能石落入基克斯的手裡，瑞特比與珊迦用愛的力量（？）阻擋了基克斯與強能石的鏈結，而後死於這場大爆炸；爆炸後，克撒將珊迦的精神意識濃縮在一個小飾品，攜帶在身上，過了不知道多久...
在克撒的復仇研究中，克撒一直無法創造出真正的人工智慧，在一個穿越時空的實驗中，克撒發現了純銀有著抵抗時空變位的特性，於是便著手創造了一只銀魔像卡恩，但是，卡恩的智慧程度一直無法提升至操作精密儀器，克撒的突發奇想，便試著把珊迦的意識體置入卡恩當中，而後卡恩便擁有了自己的意識。
瑞特比
綽號「老鼠」。由於克撒太專注於回憶兄弟大戰的那一段時光，珊迦為了使克撒精神回覆正常而在___贖走當時是奴隸狀態的瑞特比，並要求他假裝是米斯拉以期能拉回克撒對現世的注意。而瑞特比也藉著克撒眼框中的弱能石，得知一部分米斯拉的記憶以及想法。
基克斯
基克斯（英語：Gix）為非瑞克西亞的魔判官（英語：Praetor），奉約格莫夫之命介入克撒與米斯拉的兄弟之戰，目標是讓兩人互鬥而亡，好為非瑞克西亞的入侵鋪路。曾試圖殺害克撒的大弟子達硌士，但由於阿士諾捨命犧牲而未成功，後因克撒引發同兆力量兵敗而歸，於喀洛斯遺下斷爪一枚。（小說《兄弟之戰》內容）
初次任務失敗後，派出許多潛藏密探（包含珊迦在內，稍後因自我意識甦醒而背棄基克斯），試圖二度入侵多明納里亞；在喀洛斯洞窟中與克撒決戰，在珊迦與瑞特比的介入之下戰敗身亡。（小說《旅法師》內容）

### “晴空号传说”故事线
“晴空号传说”故事是指描述杰拉尔德·卡帕轩（Gerrard Capashen）、西赛船长（Captain Sisay）及他们所在的晴空号飞船（Airship Weatherlight）的经历。这段故事在万智牌中跨度最长，至今还为玩家们所津津乐道，可以说是万智牌中影响比较大的一段故事。
杰拉尔德-卡帕轩
出生地為多明纳里亚的宾纳里亚。生命形态：人类。

### 欧塔利亚大陆故事线
卡馬爾
來自帕迪可山脈的野蠻人戰士，在奧德賽系列故事中，他前往柯幫的死鬥坑，想要從中證明自己的力量。他和故事中的群雄一樣受映奇寶珠的誘惑，展開一段追逐珍寶的爭奪之旅。在獲得映奇寶珠的同時也手刃自己的妹妹潔絲卡，從狂亂中醒悟的卡馬爾為了救回妹妹而前往克洛薩森林，也在那受到自然的感召，卸下野蠻人的武裝，成為一位德魯依。
在石破天驚的故事中，德魯依卡馬爾同時要拯救自己受黑暗所轉化的妹妹，以及保護她免受忿怒天使愛洛瑪的攻擊，展開一場世界大戰。但是偽神卡洛娜的降臨，讓他面對的不只是這個時間的世界大戰而已。
潔絲卡
卡馬爾的妹妹，也是不輸給卡馬爾的高明戰士。但是她嚮往矮人的生活哲學，並不以野蠻人的好鬥為傲。她在奧德賽的故事中，以生命阻止哥哥受到映奇寶珠的蠱惑。在她垂死之際被柯幫趁虛而入，墜入黑暗魔法的世界，成為不可近的菲姬。
在石破天驚的故事中，她成為柯幫的第二把交椅，也樹立了愛洛瑪這個強大的宿敵。為了剷除愛洛瑪，她不得已和卡馬爾再度聯手，在驚天動地的最後一戰中，他們發現潔絲卡的生命和菲姬的身分，只能二者取其一。而在這個問題之前，還有更大的謎團在等著他們。菲姬不知不覺捲入萬年前三大魔法師的復活計畫中，而在魔法師復活的同時，她也成為偽神卡洛娜的轉成媒介之一。
在卡洛娜殞落時，潔絲卡也因此契機轉化成為旅法師，在卡恩來到歐塔利亞收回映奇寶珠時，也邀她一同去遊歷多重時空。

### 秘罗地故事线
蒙纳珂
卡恩將映奇寶珠自多明尼亞回收之後，賦予它形體，讓它成為自創時空的守衛。獨自一人多年後，蒙納珂希望在金屬世界重現它體驗過的真實世界，以此吸引不知人在何處之造物主的注意。蒙納珂用各種金屬仿造自然生態，並將改造後的世界命名為祕羅地。它並從其他時空捕獵各種生物來祕羅地定居。經過千年的實驗，蒙納珂發現以尋常生命體的能力根本無法創造一個真正的世界，於是它改變方向：成為跟造物主一樣的旅法師就可以了。在密羅地的故事中，它每隔一段時間就會派出夷平者去屠殺生靈，除了維持生態平衡，也想藉此找出有旅法師資質的生物。
寻日者格莉莎（英語：Glissa, Sunseeker）
鉻銅林中暗碧族（Viridian）妖精之女格莉莎（Glissa），秘羅地環境故事的主角。格莉莎在某個夜晚歷經了滅門慘劇，名為夷平者的巨大怪物，一夜之間殺光了她的家人。她為了找出家人被殺的原因，展開了遊歷全世界的旅行。這趟旅程的終點除了是命案的解答，也將會解開整個秘羅地的大秘密。
鬼怪修補匠史羅巴（Slobad, Goblin Tinkerer）
喀勒克教派的鬼怪神器師，他有兩大本事：1. 沒有修不好和弄不壞的神器，2. 沒有殺得死他的危機。史羅巴是格莉莎的摯友，也是解除密羅地危機的關鍵人物。
鐵魔像霸西（Bosh, Iron Golem）
金獅王洛夏（Raksha Golden Cub）
黯窖領主蓋司（Geth, keeper of the Vault）
喀勒克（Krark）
卡爾札（Kaldra）

### 神河大陆故事线
梅澤俊郎（Toshiro Umezawa）
今田城主
永岩城主今田
今田魅知子（Michiko Konda）

### 拉尼卡大陆故事线

#### 十公會
伊捷
它負責讓拉尼卡持續運作的大半都市建設。伊捷設計下水道、建造鑄造場，以及儲備所有必需品和奢侈品。他們的本質是工匠和研究者，永不滿足、永遠致力於更大的裝置或是更好的咒語。實際上，他們是唯一了解魔法本身如何以及為何運作的人，知識引導他們建立「二維宇宙」的理論，並推測著這是如何影響拉尼卡的生與死。伊捷將心力都集中在他們的研究上面，這讓他們成為對拉尼卡的政治權謀最不感興趣的公會。反之，這種對工作的興趣也是不斷在改變的。伊捷成員容易感到厭煩，然後從一個靈感換到另一個靈感、從一個理論換到另一個理論。因此，最佳的伊捷工程在完成之前，都會有很多魔法師經手過。這種性急和急切總是會在完工時留下他們的記號，那通常會是個燒毀的巨大坑洞。不過他們都是將殘局留給別人去處理，因為他們只對自己的工作有興趣。
伊捷，知識的追尋者，但是它們的方式被叫做「異端」。他們用魯莽和縱情的態度來從事自己的研究，他們通常會同時從事太多研究，一旦有更誘人的靈感突然引起他們的注意，便很快就會將舊的想法丟棄掉。雖然他們負責拉尼卡的市民福利工程，只是他們的行為也會引起一些驚人之舉和毀滅性的失敗。這都反映了其公會長的個性～顯赫但是易怒的巨龍魔法師尼米捷。
巨龍法師尼米捷正好是這個他所創建之公會的最佳代言者。他是這個時空最顯赫的代表之一，雖然他的脾氣造就了很多碳化的學徒。他的造物之一是怪奇（英語：weird），這是一種人造的元素，他打算將它們用做下一個世代的伊捷僕從，這個角色目前是由鬼怪來扮演；但是伊捷鬼怪總是有高於其智能和用處的主張，更糟的是他們對於暗示的反應很慢，所以他們對於將要被怪竒所取代的這件事還沒什麼危機意識。總結而言，不看那些內在的矛盾和奇怪的習慣，伊捷無庸置疑的是這個時空最頂尖的魔法和魔法器具的創造者。
瑟雷尼亞盟會（英語：Selesnya）
是熱愛自然者的集合，其中的成員有巨大的野獸和少許強力的德魯依。他們的生活方式只有一種，就是和他人以及（僅存的）自然調和，並將這個訊息傳播到整個世界去。經由古老樹靈組成的韻集所指引，瑟雷尼亞在生活中執行他們散播信仰種子的任務，這也包含要保護這些生根的種子，他們主要的衝突都是來自其他的公會。
雖然他們看起來都是和藹且明亮，不過建議你看的深入點，有些市民認為盟會是和拉鐸司相似的宗教集團，他們想的並非完全不對。瑟雷尼亞裡每一個成員都是公會訴求的狂熱者，而且盟會完全不需去要求他們。沒有人可以確定盟會是否有對成員進行洗腦，但是很多成員的行為看起來好像就是有。
「只要你加入我們，便能分享我們的力量。在這之前，你只是個迷途者。」以狼為座騎的瑟雷尼亞盟會福音師～托西密曾如是說。但該公會其他的成員應該也會跟你說同樣的話。隨著你觀點的不同，盟會可能是個不藏私，滋養靈性的團體，或是愛給人洗腦的自然教派。此公會增加成員的方式是多方徵召，持之不懈地將外人點化為新成員。其結構也幾乎是完全去中心化～由大型的議會來領導盟會，並且議會成員能夠共享部份的意識。瑟雷尼亞的根據地是古樹維圖加基，聳立於拉尼卡最古老、最廣大的城區中心。
公會領袖由所有成員共同領導，或者至少此公會如此聲稱。盟會的樹靈能夠將意識分享給其他成員，並藉此傳遞出去。:公會根據地為維圖加基，曾是世界上最高大的樹木。雖然曾在多年前倒下，但藉由樹靈與妖精的魔法存活至今。瑟雷尼亞最重要的地方都位於其樹幹之中。
價值觀：瑟雷尼亞隨時都想增加公會的勢力～有時則是增殖。盟會能使役許多腐生物與大型的元素生物，藉以從事勞務或擔任守衛，並且每條大街上都可以聽到福音師在傳播公會讚辭。
結構：去中心化，共有，集體。在盟會之中，不論每個人的個人角色為何，理論上大家一律平等。瑟雷尼亞盟會信奉的價值是美善，和諧，以及秩序。
波洛斯
如果厄佐立是拉尼卡的法律制定者，那麼波洛斯教團（英語：Boros）就是其執法者。一般相信他們是在維持秩序，並支持十會盟和厄佐立所制定的法律，但是實質上，他們只執行自己想要執行的法律，除了他們內心認同的，其他一概當作沒那回事。沃耶克是波洛斯裡面很特殊的部分，裡面主要是來進行執法的步兵，他們在每一個行政區都會有一個永久性的沃耶克駐防地來保護當地。大天使拉基雅分派其他的戰力到她覺得需要的地方去～當然，她的標準會和當地有大大的不同。
波洛斯的中心信仰就是控制的野望。他們的士兵包括有人類、鬼怪和歐度魯牛頭怪，他們的定位是維持和平，不過使用的是各種自認必須的武力手段，他們經常是先揮劍然後才提問，因為他們一直相信自己維持秩序的任何作為都是正確的。反對他們的人會被他們做判定，好一點叫做錯誤，糟一點就叫做犯罪。
波洛斯教團信奉至高真理～而公理便是其火焰，正義便是其光芒。波洛斯由天使拉基雅領導，是拉尼卡最令人畏懼的軍事力量。與教團正面衝突則與自殺無異；他們是此時空裡最優秀、最勇猛的戰士。波洛斯隨時都準備付諸行動～分析與懷疑不是他們的本分。也許這就是此公會的分支單位～沃耶克聯隊，被任命來維持拉尼卡法令的原因。他們對正義的絕對信念，讓自己成為平定紛亂最迅速、最有效的戰力。
公會領袖：拉基雅，火焰大天使。長生不老的她誕生自紅色與白色魔法力，是此公會的理念具現體。
公會根據地：陽園，是要塞，兵營，以及祈禱所的綜合體。難攻不落的陽園是軍事力量的象徵，也是沃耶克的基地；沃耶克不但是波洛斯的分支單位，也是拉尼卡的正式和平部隊
價值觀：對法治的熱誠信仰。對波洛斯的朋友來說，他們有著堅定的信念，以及強大的奉獻精神。對敵人而言，他們則是危險的狂戰士，會為理念不顧自身安危。
結構：完全軍事管理。對波洛斯成員來說，與其說拉基雅是最高領導者，不如說是精神上的領袖。不過，許多將領依舊對她崇敬萬分，願意遵從她的任何命令。每個波洛斯軍團兵在戰場上都有明確的功能定位。波洛斯教團將衝動與狂熱、法治與秩序結合為一：這是支巨大、狂熱，隨時付諸行動的軍隊。
俄佐立議會（英語：Azorius）
他們冷靜並善於算計，並制定了拉尼卡的法律。他們的官僚作風是設計來盡可能維持現狀用的，他們的領導者～大主宰奧古斯汀相信改變只會帶來混亂和麻煩。在他自大傲慢的思路下，最適合拉尼卡的正道就是讓其他人為所欲為，只是， 俄佐立有魔力也有肌力來讓這一切的隨心所欲化為空無。
歐佐夫教會（英語：Orzhov）
曾經有過一個真誠的宗教信仰，但是在這些日子裡，他們的神叫做力量和財富。他們唯一留下的只有舊信仰的遺跡，因為這建築保有著根深蒂固的力量，控制它可以為他們帶來多少好處自然不在話下。歐佐夫靠著交易而興旺，從咒語到土地再到奴隸都是可以買賣的物品。他們創設了朧光市場，那是一個有錢就什麼都買的到的黑市。因為他們交易的手腕超群，不用說還有收受賄賂這方面，所以到處都可以感受到歐佐夫的影響力，從最高的厄佐利法院到最低的街頭排水溝。
他們的僕從包含活化的石像鬼和索爾獸，通常是從較低等級的歐佐夫領導者死後的屍體所製造出來的。當比較有錢有勢的歐佐夫人死去時，複雜的死冥儀式會讓他們以鬼魂的形式復活，解放被侷限在影子裡的黑暗力量。因此鬼影議會集合了公會創建以來最貪婪、最鬼祟、最聰明的靈魂。他們累積數個世紀的經驗，加上他們的眾多律師，讓歐佐夫變成最擅長扭曲十會盟來圖利自己的公會。雖然他們缺乏肉體上的力量，他們卻可以用財富和狡詐來彌補之。
十會盟小說的主角是歐佐夫的泰莎卡羅。雖然阿庫寇斯的旅程還沒結束，但是這位嬌小、機智的律法師～泰莎會比較引人注目。藉著些許洽當的言語和預謀的微笑，她可以讓任何人順從自己的意思。當小說開始時，她有機會得到強大的力量和財富，那是歐佐夫人所無法抗拒的機會。但並非如她這麼聰明又野心勃勃的人都會被公會所利用，很不幸的是，泰莎擁有資源和智慧可以來反抗之。當她決定拒絕整個時空的力量時會發生什麼事？
析米克聯合（英語：Simic）
原本是致力於保存僅有的自然，但是文明的發展甚至凌駕了他們巨大的力量。因此公會改變了他們的目的：不只要重現自然，更要提升它僅存的部分。他們持續的修補生命的結構，創造新的生命型態，這些現有生命的摹製品，卻更加的讓人覺得鄙惡。冷酷的妖精生化術士莫密維引領著他們的努力，他專注的從事著自己的極端研究，就如公會其他人一樣。
拉鐸司
以其惡魔領導者之名的拉鐸司教派（英語：Rakdos）。他們是十足專注自我的一群，只有在好時機才會與外界接觸，只是他們所謂的好時機通常是跟謀殺和混亂有關～越多的血腥和墮落就是越好的時機。這個教派很樂於統治拉尼卡，然後將之變成一個屠戮慶典，對他們而言，這只是隨機死亡和毀滅的過程罷了，談不上是個目的。對於拉鐸司很幸運的是，熱中於黑暗的死亡藝術讓他們成為頂尖的傭兵和殺手，這對於其他能從中得利的公會更是件好事。
古魯族～失落的公會（英語：Gruul）
數個世紀以來的政治權謀和戰爭，消滅了這個也曾擁有榮耀的公會，使其分裂成數個好戰部族。古魯族藏匿在拉尼卡的荒野和貧民區之中，活在化外之區並滿懷無可宣洩的怒氣。每一個部族都有各自的軍隊、各自的領導者和各自的行事風格，但是他們都是為了同一個目標而集結起來的：徹底的混亂。他們想要夷平拒絕他們的城市，消滅欺壓他們的公會。這種背景應該會讓他們英雄輩出，但是他們的傲慢和無所節制的破壞慾望，永遠提醒著大家古魯在本質上還是一個公會。因為其表面，古魯通常被稱之為「乞丐」公會，但是表面下卻有一股怒氣在醞釀著。
古魯是化外之民的最終收容所，它的戰力來自於拉攏各種不同生物，殘缺的人類、嗜血的鬼怪、亞龍和野獸，以死去的軍隊為食，以破壞之後的瓦歷堆為巢。古魯的力量來自於他們的毀滅蠻力，只要一個部族就足以毀滅整個城市，而他們的分裂也表示同時間會有許多的襲擊一起發生，讓那些「市內」的公會更加難以阻止這些威脅，或是徹底的消滅古魯。雖然古魯沒有統一的領導者，但是他們尊重力量，而咕魯力莫是其中最強大的首領。他是古魯最凶暴的戰士之一、最大部族的領導者，傳說他還是古魯遠祖的後裔。因此，這個野蠻的獨眼巨人通常會領導最大規模也最具破壞力的襲擊。
葛加理（英語：Golgari）
鼓吹死亡是自然循環的一部分，這看起來是無害且合乎邏輯的信仰。然而他們卻是更進一步的實行這個信仰，事實上是擁抱死亡，並鼓勵藉此可以強化生命。所以他們的公會長～妖精祭師撒芙兒完全不在意去散佈惡毒的瘟疫。結論，他們做的就是加速自然的循環，如此可以讓拉尼卡在死後以更好的型態重生。他們喜歡的並不是死亡本身，而是其後的重健。
當然，葛加理的死冥術是最強的勢力之一。他們甚至不相信自己的生物有什麼嚇人或是違反自然的，他們最喜歡的寵物不光是不死生物，還有跟死亡和衰敗有關的自然生物，像是真菌、昆蟲和腐生物。他們有很多作為都是要讓拉尼卡充滿不正常數量的魂魅和僵屍，而不論葛加里做了什麼，它們都不會洩漏出去。
葛加理公會相信生命是死後才開始的。對他們來說，死亡為生命帶來意義，必先死才能有新生活。葛加理擁有為數龐大的不死生物來提供軍力與勞務，以地底城為根基不斷擴張勢力，如同腐霉般將遭人遺棄的地區逐漸吞併。此公會內部包含了許多集團，從由植物與肉身構成的不死憎恨獸，到稱為戴卡林的拉尼卡黑暗妖精。此公會的領導權一向處於爭奪狀態。近百年來的神諭使與領導者是三位蛇髮妖姊妹，人稱石化眼姊妹；但黑暗妖精祭師撒芙兒對葛加理的王座也頗有興趣。而撒芙兒想要的東西一定要到手。
公會領袖：爭奪中。石化眼姊妹這三位蛇髮妖擁有神諭使的能力，目前是領導者。但黑暗妖精祭師撒芙兒的勢力也足以與之較量。並且，關於此公會創始者～傳奇的死靈術士蘇沃索之各種謠言也從未停歇過。
公會根據地：不息之墓蘇沃索。此地曾是歐佐夫的華奢教堂，現在則是個半活體的結構。有人聲稱，它會隨著葛加理領土中心的變動而改換位置。
價值觀：力量來自成長。葛加理的勢力隨著吸收來的亡者數量而成長，偶爾才會小幅度入侵新的領地。
結構：掠奪性的有機體，並且其中有許多掠奪者。公會內部的次級團體（黑暗妖精，植物複合的不死生物，以及其他）彼此競爭不已。
底密爾會堂（英語：Dimir）
只有其他公會知道底密爾的存在，最常被看到（如果真的有被看到）的只有那些潛行在暗巷和下水道的。很符合這種特性的，他們專做機密的交易：對底密爾的密探而言，沒有所謂的黑暗知識或是周密的護衛計畫。至今，這公會滿於躲在幕後，他們公開的密探大部分是山賊和間諜，用以管理拉尼卡的地底世界。仙靈是他們最喜歡的密探類型，難以捉摸又絕對忠誠，還可以輕易的飄過牆壁。
不過他們的公會長吸血鬼札戴克有個更大的計畫，知識就是力量，特別是在拉尼卡這種地方，只要其他公會變的需要依賴他們的情報，或是他們聚集了夠多的情報，那還有誰更適合在最佳時機突擊其他公會呢？
底密爾會堂，未知勢力，第十個公會～這是個虛構的，拿來嚇小鬼好讓他們聽話的故事。根據民間傳說，吸血鬼領主札戴克參與了十會盟的簽約儀式，神秘地簽下了第十個署名，而且根本沒人看見他的蹤影。 隨著千年歲月流逝，關於底密爾的鬼故事變得越來越複雜，包括了古老、不死的死靈賢者，幻象殺手，以及在城市地下水道一閃即逝，竄入地底無盡迷宮的駭人黑影。 如果你從疑心而焦慮的拉尼卡居民那邊聽得太多，恐怕會開始相信底密爾會堂的密探果真無所不在，四處替札戴克刺探消息。
公會根據地：暮篷，隱藏在巨大地下城裡頭的神秘堡壘。只有此公會成員與手下才曉得實際地點。
價值觀：底密爾會堂想要完全掌握拉尼卡。而這樣高度掌握必須藉由完全的隱密行動，才不致引起戒心。因此，底密爾投入大量心血來讓拉尼卡的居民不相信有這公會存在。
結構：獨立行動。每個底密爾密探幾乎都是完全獨立行動。通常來說，公會的任何密探都只有一個聯絡對象，所以沒人能對公會的計畫知道太多。底密爾的領袖藉由傳訊的靈魂與其他魔法的幫助，好確保隱密性。底密爾會堂的生物喜歡在陰影下潛伏，並且從背後操控局面。

## 外部連結
- 威世智的系列背景故事網頁 （页面存档备份，存于）（英文），提供各系列的故事簡介。
- Phyrexia.com的Storyline Central （页面存档备份，存于）（英文）。這是由許多熱心玩家所共同整理的故事網頁
- CardWalker-未知領域（官方故事繁中翻譯） （页面存档备份，存于）